# Meister des Ushaw 10
Als Meister des Ushaw 10 (Englisch Master of Ushaw 10) wird der mittelalterliche Buchmaler bezeichnet, der um 1409 wohl in Flandern ein Stundenbuch illuminiert hat. Der Notname dieses namentlich nicht bekannten Künstlers wurde aus dem heutigen Aufbewahrungsort dieses Manuskripts, dem Ushaw College der Universität von Durham in England, und seiner Referenznummer (MS. 10) abgeleitet.

## Werkstatt und Schaffensperiode des Meisters
Es wird vermutet, dass der Meister des Ushaw 10 in einer Werkstatt mit mehreren Künstlern tätig war. Ihm selbst oder den anderen sogenannten Meistern der Ushaw-Gruppe werden weitere Buchillustrationen der Periode zugeordnet, z. B. ein Stundenbuch (Ms. 5) in der Sammlung des University College Oxford. Durch Datierung des Manuskripts in Ushaw in zeitgenössischen Quellen auf 1409 und Datierung des Oxford-Manuskriptes auf 1400 wird die bekannte Schaffensperiode der Künstler eingegrenzt. Da sich ihre Ikonographie, ihr Stil und ihre Komposition nur geringfügig von in Brügge tätigen anderen Werkstätten unterscheidet kann diese Stadt als ihr eventuelles Schaffenszentrum vermutet werden.

## Kunsthistorische Bedeutung
Der Export von Stundenbüchern der Buchmaler z. B. nach England zeigt die Beliebtheit dieser  Form des Gebetbuches auch in dieser Region bis in die Tudor-Zeit und ihrer Kirchenreformation. Die Werke der Gruppe sind Beispiele, wie sich in der  Gotischen Buchmalerei kommerziellere Ateliers auf die Erstellung solcher Werke für den Gebrauch in der Privatandacht entwickelt hatten.
Kunsthistorisch sind die Werke der Ushaw-Gruppe weiter Beispiel des Beginns einer kleinformatigen realitätsnahen Malerei in Flandern noch vor van Eyck. Auch zeigen sie z. B. den Einfluss solcher flämischer Buchmaler im ganzen europäischen Raum auf den Stil der nachfolgenden Malergenerationen und ihrer Tafelbilder.